# بریور
بریور (به فرانسوی: Briord) یک کمون در فرانسه است که در Canton of Lhuis واقع شده‌است.

## خصوصیات
بریور ۱۲٫۲۹ کیلومترمربع مساحت و ۸۵۶ نفر جمعیت دارد و ۲۰۵ متر بالاتر از سطح دریا واقع شده‌است.